# Grabbed by the Ghoulies
Grabbed by the Ghoulies est un jeu vidéo d'action/aventure édité par Microsoft et développé par Rareware sorti en 2003 sur Xbox puis réédité en 2009 sur Xbox 360. Il devait voir le jour sur GameCube, mais sa sortie a finalement été annulée.

## Synopsis
Grabbed by the Ghoulies est un jeu d'action/aventure sur Xbox. Dans cette parodie des films d'horreur, vous devrez explorer un manoir hanté par des fantômes amusants afin de délivrer votre petite amie, capturée au début du jeu.